# 野口早苗
野口 早苗（のぐち さなえ、1963年10月20日 - ）は、日本の女優、声優。千葉県出身。身長162cm。体重47kg。

## 来歴
1982年に円演劇研究所入所。1985年演劇集団 円会員昇格。

## 出演作品

### テレビドラマ
- 木曜ゴールデンドラマ「死のかなたまでも」（1983年、日本テレビ系）
- 太陽にほえろ!（日本テレビ系）
- テレビ小説 あなた（1984年、TBS系）
- 火曜サスペンス劇場（日本テレビ系）
  - 不運な女（1985年）
  - 名無しの探偵「愛の虚構」（1990年）
- 特捜最前線（1985年、テレビ朝日系・東映）
- ヤヌスの鏡（1985年、フジテレビ系・大映テレビ） - 大沼ユミの声
- 影の軍団IV（1985年、関西テレビ・東映）
- 土曜ワイド劇場「釣部渓三郎の推理! 北アルプス餓鬼岳の殺意」（1986年、テレビ朝日系）
- 花嫁衣裳は誰が着る（1986年、フジテレビ系・大映テレビ）
- 三匹が斬る!（1987年、テレビ朝日系）
- 逢いたい時にあなたはいない…（1991年、フジテレビ系）
- 女流作家シリーズ「北国旭川・死の彼方まで」（1991年、テレビ東京系）
- 銀河テレビ小説 新宿ものがたり（1991年）
- 金曜エンタテイメント 経理課 峯松係長の犯罪（1992年）
- 京都の女 京都・宇治連続殺人事件（1992年）
- お兄ちゃんの選択（1994年）

### テレビ番組
- マジカル頭脳パワー!! / マジカルミステリー劇場 「殺しでドン」（1992年、NTV） - 陣内彩

### テレビアニメ
- 名探偵コナン（1997年、蝶野いずみ）

### ラジオドラマ
- FMシアター
  - 海の雪
  - 熱愛
- 西遊妖猿伝（チャーニャン）

### 吹き替え

#### 映画
- ローマの休日 ※テレビ朝日版

#### ドラマ
- ER緊急救命室シーズン1・2（ボグダナリヴェツスキー・“ボブ”・ロマンスキー〈マルゴーシュ・ガベル〉）

### 舞台
- いつだって今だもん
- かもめ
- 今日子
- 県人会寮榎荘物語
- 桜の園
- サド侯爵夫人（シャルロット）
- シェルブールの雨傘
- タンジー
- 月の上の夜
- 天守物語
- 夏の場所
- ハムレット
- 悲劇フェードル